# Joel Kelso
Joel Damon Kelso (Nambour, 12 giugno 2003) è un pilota motociclistico australiano.

## Carriera

### Gli inizi
Nel 2018 partecipa agli ultimi due Gran Premi nella categoria Moto3 del Campionato Italiano Velocità: in sella ad una KTM chiude a punti tutte le prove in programma classificandosi sedicesimo tra i piloti. Nel 2019, Kelso debutta nel Campeonato de España de Velocidad (CEV) prendendo parte a due prove della stagione con il team Leopard Junior. Nello stesso anno ha gareggiato in una corsa nel Campionato mondiale Supersport 300 correndo con la Kawasaki Ninja 400 del team Nutec. L'anno seguente ha disputato la sua prima stagione completa nel CEV in sella alla KTM del team AGR. Kelso ottiene risultati altalenanti e chiude diciottesimo in classifica piloti.
Nel 2021 viene confermato dal team AGR. Il pilota australiano ottiene la sua prima vittoria nella serie sul circuito di Portimão. Sul finire della stagione ottiene altre due vittorie: la prima a Misano e la seconda a Valencia. Inoltre, durante la stagione viene chiamato dal team di Moto3 CIP Green Power per correre in quattro Gran Premi con la KTM RC 250 GP. Kelso nel Gran Premio dell'Algarve chiude quattordicesimo e ottiene i primi punti nel motomondiale.

### Moto3
L'8 settembre del 2021, Kelso viene ingaggiato dal team CIP Green Power per l'intera stagione di Moto 3. Nella sua prima stagione completa nel motomondiale totalizza trentasei punti e come miglior risultato ottiene l'ottavo posto nel Gran Premio d'Australia. Nel 2023 rimane in Moto3 passando al team CFMoto Racing Prüstel GP. Nel Gran Premio del Portogallo ottiene il nono posto ma a gara conclusa è coinvolto in un brutto incidente con Daniel Holgado. Infortunato viene sostituito da David Almansa nel Gran Premio d'Argentina. Torna a gareggiare e conquista il primo podio nel Gran Premio di casa a Phillip Island. Con 61 punti chiude il campionato al diciassettesimo posto. 
Per la stagione 2024 rimane in Moto 3 ritornando in sella alla KTM dividendo il box del team BOE Motorsports con David Muñoz. Disputa un'annata in continua crescita, mancando la zona punti in sole due occasioni ed piazzandosi regolarmente nella Top Ten, centrando anche la prima Pole position in carriera al Gran Premio di Thailandia. Chiude la stagione in nona posizione con 138 punti.

## Risultati in gara

### Campionato mondiale Supersport 300
| 2019 | Moto     |  |  |  |  |  |  |  |    |  |  | Punti | Pos. |
| ---- | -------- |  |  |  |  |  |  |  | -- |  |  | ----- | ---- |
| 2019 | Kawasaki |  |  |  |  |  |  |  | 12 |  |  | 4     | 34º  |

| Legenda | 1º posto        | 2º posto            | 3º posto           | A punti      | Senza punti        | Grassetto – Pole position Corsivo – Giro più veloce |
| Legenda | Gara non valida | Non qual./Non part. | Ritirato/Non class | Squalificato | '-' Dato non disp. | Grassetto – Pole position Corsivo – Giro più veloce |

### Motomondiale
| 2021 | Classe | Moto |  |  |  |  |  |  |  |    |    |  |  |  |  |  |  |  |    |     |  |  |  |  | Punti | Pos. |
| ---- | ------ | ---- |  |  |  |  |  |  |  | -- | -- |  |  |  |  |  |  |  | -- | --- |  |  |  |  | ----- | ---- |
| 2021 | Moto3  | KTM  |  |  |  |  |  |  |  | 17 | 22 |  |  |  |  |  |  |  | 14 | Rit |  |  |  |  | 2     | 31º  |

| 2022 | Classe | Moto |    |    |    |    |   |     |  |    |    |     |     |  |    |    |    |     |    |   |    |    |  |  | Punti | Pos. |
| ---- | ------ | ---- | -- | -- | -- | -- | - | --- |  | -- | -- | --- | --- |  | -- | -- | -- | --- | -- | - | -- | -- |  |  | ----- | ---- |
| 2022 | Moto3  | KTM  | 15 | 18 | 10 | 18 | 9 | Rit |  | 12 | 12 | Rit | Rit |  | 22 | 14 | 21 | Rit | 12 | 8 | 18 | 21 |  |  | 36    | 21º  |

| 2023 | Classe | Moto   |   |     |     |    |    |     |    |   |    |    |    |    |     |    |    |   |    |   |    |   |  |  | Punti | Pos. |
| ---- | ------ | ------ | - | --- | --- | -- | -- | --- | -- | - | -- | -- | -- | -- | --- | -- | -- | - | -- | - | -- | - |  |  | ----- | ---- |
| 2023 | Moto3  | CFMoto | 9 | Inf | Inf | 18 | 11 | Rit | 22 | 9 | 16 | 16 | SQ | 19 | Rit | 15 | 16 | 3 | 12 | 7 | 13 | 7 |  |  | 61    | 17º  |

| 2024 | Classe | Moto |   |   |   |   |    |     |    |    |    |   |   |   |   |   |   |    |    |   |   |    |  |  | Punti | Pos. |
| ---- | ------ | ---- | - | - | - | - | -- | --- | -- | -- | -- | - | - | - | - | - | - | -- | -- | - | - | -- |  |  | ----- | ---- |
| 2024 | Moto3  | KTM  | 8 | 5 | 7 | 5 | 13 | Rit | 12 | 12 | 11 | 7 | 8 | 5 | 6 | 7 | 8 | 21 | 11 | 7 | 6 | 12 |  |  | 138   | 9º   |

| 2025 | Classe | Moto |     |   |   |   |   |   |     |   |   |   |   |     |    |  |  |  |  |  |  |  |  |  | Punti | Pos. |
| ---- | ------ | ---- | --- | - | - | - | - | - | --- | - | - | - | - | --- | -- |  |  |  |  |  |  |  |  |  | ----- | ---- |
| 2025 | Moto3  | KTM  | Rit | 8 | 2 | 4 | 3 | 2 | Rit | 7 | 9 | 9 | 6 | Inf | 11 |  |  |  |  |  |  |  |  |  | 115   |      |

| Legenda | 1º posto        | 2º posto            | 3º posto            | A punti      | Senza punti        | Grassetto – Pole position Corsivo – Giro più veloce |
| Legenda | Gara non valida | Non qual./Non part. | Ritirato/Non class. | Squalificato | '-' Dato non disp. | Grassetto – Pole position Corsivo – Giro più veloce |